# Закон України «Про Збройні Сили України»
Закон України «Про Збройні Сили України» — Закон України, який визначає функції, склад Збройних Сил України, правові засади їх організації, діяльності, дислокації, керівництва та управління ними.

## Функції ЗСУ
- Збройні Сили України — це військове формування, на яке відповідно до Конституції України, покладаються оборона України, захист її суверенітету, територіальної цілісності і недоторканності.
- Збройні Сили України забезпечують стримування збройної агресії проти України та відсіч їй, охорону повітряного простору держави та підводного простору у межах територіального моря України у випадках, визначених законом, беруть участь у заходах, спрямованих на боротьбу з тероризмом.

## Засади діяльності ЗСУ
- вірності конституційному обов'язку та військовій присязі;
- верховенства права, законності та гуманності, поваги до людини, її конституційних прав і свобод;
- гласності, відкритості для демократичного цивільного контролю;
- поєднання єдиноначальності і колегіального розроблення найважливіших рішень;
- комплектування шляхом призову громадян на військову службу та прийняття на військову службу за контрактом;
- постійної бойової та мобілізаційної готовності;
- збереження державної таємниці;
- виховання військовослужбовців на патріотичних, бойових традиціях Українського народу, додержання військової дисципліни;
- забезпечення державного соціально-економічного та соціально-правового захисту громадян, які перебувають на службі у Збройних Силах України, а також членів їх сімей;
- заборони створення і діяльності організаційних структур політичних партій.